# Get Outta My Way
"Get Outta My Way" é uma canção gravada pela cantora australiana Kylie Minogue para seu décimo primeiro álbum de estúdio, Aphrodite (2010). Ela foi escrita e produzida por Mich Hansen, Lucas Secon, Damon Sharpe, Peter Wallevik e Daniel Davidsen juntamente com Stuart Price, que serviu como produtor adicional. Devido à sua popularidade, a faixa foi lançada como o segundo single de Aphrodite em 27 de setembro de 2010 pela gravadora Parlophone. "Get Outta My Way" é uma canção dance-pop e synth-pop com elementos de música disco, que liricamente discute a decisão de sua protagonista em deixar um relacionamento e começar um novo imediatamente.
"Get Outta My Way" recebeu análises positivas de críticos de música contemporânea, que elogiaram a canção por sua produção e letra. No Reino Unido, a faixa alcançou a posição de número 12 no UK Singles Chart, tornando-se o primeiro single físico de Minogue a não ficar entre as dez mais bem posicionadas desde "Breathe" (1998). A obra também alcançou a posição de número 69 na Austrália, tornando-se seu single de menor sucesso no território até então. Além disso, teve um desempenho mediano na Europa, entrando no top dez apenas da Bélgica. "Get Outta My Way" teve um melhor desempenho nos Estados Unidos, onde alcançou o topo da tabela Dance Club Songs.
O videoclipe acompanhante para "Get Outta My Way" foi filmado em Londres em agosto de 2010 e lançado no mês seguinte. O vídeo apresenta Minogue em um estúdio com iluminação dinâmica cercada de dançarinos. A recepção crítica ao vídeo foi bastante favorável. Como forma de promover o single, Minogue cantou a música em diversos programas de televisão, como America's Got Talent, Dancing with the Stars e The Tonight Show with Jay Leno. Além disso, ela foi interpretada em diversas turnês da cantora, com exceção da Anti Tour, em 2012. Amostras de "Get Outta My Way" foram usadas pelo produtor de EDM Alesso em seu single "Cool" em 2015.

## Antecedentes
Após sua recuperação de um câncer de mama, Minogue lançou seu décimo álbum de estúdio X em 2007. Programado para ser lançado como seu álbum de retorno à música após um episódio turbulento de saúde, X estreou no topo da tabela de álbuns em seu país natal, Austrália, enquanto no Reino Unido, o álbum alcançou o quarto lugar. A recepção crítica ao álbum foi geralmente favorável, embora muitos críticos sentiram que faltava introspecção por parte de Minogue devido à sua falta de consistência e alta quantidade de faixas adicionadas apenas "para preencher" o disco. Em retrospecto, os críticos argumentaram que o álbum não serviu de retorno digno para Minogue. Em julho de 2010, a Minogue lançou o álbum sucessor Aphrodite. Obtendo comentários positivos de vários críticos musicais, o álbum foi um sucesso comercial, chegando aos dez primeiros lugares das tabelas na Escócia, Reino Unido, Austrália e na maioria do continente europeu. O primeiro single, "All the Lovers", foi lançado dois meses antes.
Minogue confirmou que "Get Outta My Way" seria lançada como segundo single de Aphrodite na festa de lançamento do álbum em Ibiza no dia 5 de julho de 2010. A faixa foi escrita e produzida por Mich Hansen, Peter Wallevik, Daniel Davidsen, Damon Sharpe, e Lucas Secon e co-produzida por Stuart Price. Em uma entrevista, Secon descreveu a faixa como "electro disco sensual com letras inteligentes e melodias que realmente pegam". Ele disse que a canção não foi escrita para nenhum artista específico e que, em um momento, quatro artistas diferentes queriam a canção antes de Minogue se pronunciar. "Era apenas um bom registro dance, mas obviamente se encaixou no que ela queria fazer. Eu apenas faço faixas e o que quer que se encaixe, se encaixa", disse ele. "Get Outta My Way" foi lançada como o segundo single de Aphrodite em 27 de setembro de 2010 pela gravadora Parlophone.

## Composição
"Get Outta My Way" é uma canção dance-pop e synth-pop que traz elementos de música disco. De acordo com a partitura publicada no website Musicnotes.com pela EMI Music Publishing, "Get Outta My Way" é definida em tempo comum e está escrita na chave de lá maior. Os vocais de Minogue variam desde a nota fá sustenido até a nota mi. A música tem um andamento acelerado de 130 batidas por minuto. Em setembro de 2010, Minogue foi entrevistada sobre a música e disse que "Get Outta My Way" é "puramente pop dance e é isso que eu sou. [...] A energia é realmente infecciosa. Eu acho que é uma ótima música e estou emocionada por ter conseguido gravá-la". Mais tarde, ela concluiu dizendo: "Eu gosto do desafio da música. [...] Também tem uma piscadela de olhos ao mesmo tempo".
Liricamente, a música se concentra em uma Minogue "frustrada e furiosa" entregando vocais "finos" em uma forma de aviso para seu parceiro indiferente, indicando que ela pode deixá-lo e começar a "se afastar com outro sujeito". Seu conteúdo lírico é de natureza sugestiva, com Minogue insinuando voyeurismo e sexo a três. De acordo com Mayer Nissim, da Digital Spy, a música fala sobre "uma história de uma amante insatisfeita rejeitando seu homem e se afastando com outro sujeito". Ele então comentou sobre a composição melódica, comentando que é o "assunto perfeito para um clássico instantâneo disco-pop despretensioso e saltitante", com seu ritmo "básico, sons em camadas simples e arranjo clássico". Nima Baniamer do Contactmusic.com notou semelhanças com músicas anteriores de Minogue dos anos 1990.

## Análise da crítica

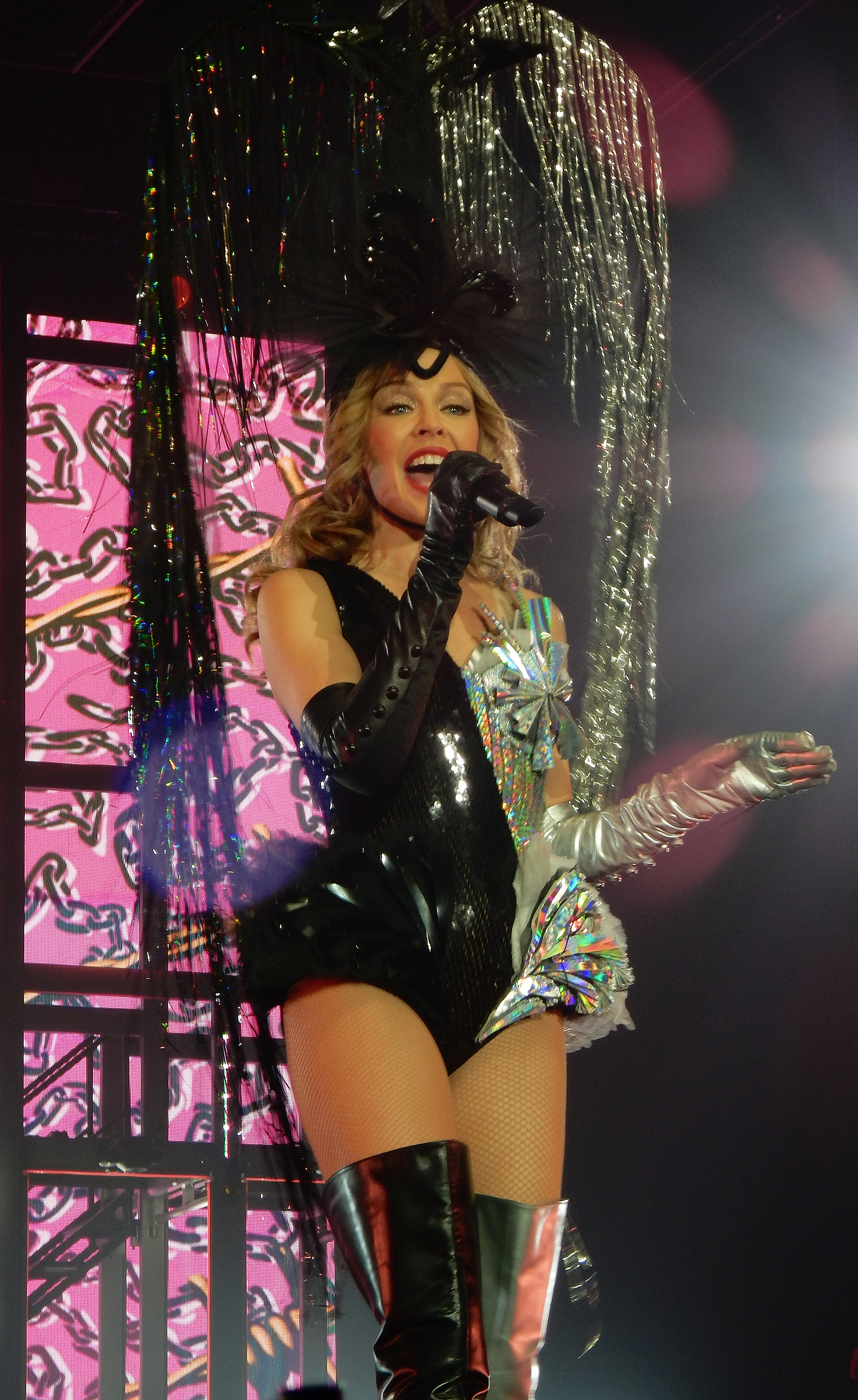
Minogue cantando "Get Outta My Way" na Kiss Me Once Tour em 2014

"Get Outta My Way" recebeu críticas positivas da maioria dos críticos de música contemporânea. Tim Sendra, do AllMusic, disse que a música apresenta um "atrevimento" que era necessário em Aphrodite. Mayer Nissim, do Digital Spy, deu à música quatro das cinco estrelas e escreveu que "é provavelmente a coisa mais quente e menos sofisticada que Kylie colocou no plástico em uma década". Christel Loar, do PopMatters, deu uma crítica positiva à canção, afirmando que "se você não já está de pé, 'Get Outta My Way' é para você. Ela ainda chamou a "força pulsante" da faixa de "irresistível, mesmo quando Kylie diz ao rapaz exatamente o que vai acontecer se ele ficar sentado lá". Rob Sheffield, da Rolling Stone, comentou que "hoje em dia Minogue tem incontáveis filhos de clubes hipster em seu uniforme dourado, de La Roux a Gaga, mas 'Get Outta My Way' mostra por que ela ainda é a líder".
Bradley Stern do website MuuMuse comentou que a faixa seria um outro sucesso nas tabelas musicais, além de classificá-la como uma das canções mais fortes do disco. Nui Te Koha, do jornal Herald Sun, afirmou que a obra contém "linhas de piano italo-house que se derretem em batidas al dente, nas quais Kylie pondera chances e muda". Ian Wade, da BBC Music, disse que a música "deveria destruir todas as pistas de dança entre aqui e nos confins do universo". Nima Banaimer do Contactmusic.com disse que "com uma batida forte e um refrão cativante como o inferno, este single certamente continuará a série de triunfos de Kylie", apesar de ter a achado "um pouco datada". No entanto, Jude Rogers do The Quietus comentou que a faixa "nos castiga, quem quer que sejamos, por ser 'tão chata' por não querer 'arriscar' - embora haja uma certa alegria em ouvir Kylie dizer a palavra 'chato'". Scott Kara, do jornal The New Zealand Herald, disse que "Get Outta My Way" realmente parece que saiu de uma máquina SodaStream.

## Videoclipe

Minogue e seus dançarinos no início do vídeo, deitados na pista de dança dinâmica, cercados por um brilho que segue seus movimentos em tempo real

O videoclipe acompanhante para "Get Outta My Way" foi filmado no Pinewood Studios em Londres em 18 de agosto de 2010, sendo dirigido pela equipe britânica de direção AlexandLiane e apresentando projeções feitas por Frieder Weiss. Ele estreou no canal oficial do Minogue no YouTube em 3 de setembro de 2010. O vídeo começa com Minogue e seus dançarinos se movendo lentamente em uma pista de dança dinâmica, em que cada um deles é cercado por um brilho que segue seus movimentos em tempo real. A cantora usa luvas esportivas que iluminam seu rosto e corpo. No segundo verso da música, ela aparece no palco com cadeiras brancas, vestindo uma roupa dourada. As cadeiras são incorporadas à coreografia. Minogue e seus dançarinos mais tarde aparecem dançando em frente a uma parede que projeta uma iluminação mais dinâmica. Minogue então aparece em um pedestal, que surge de uma delicada camada de água. Após um solo instrumental, Minogue sobe uma escada branca em direção a um sol simulado, acompanhada por dançarinos. O videoclipe mostra uma mistura rápida de todas as cenas anteriores do vídeo, retornando no final a Minogue com seus dançarinos no chão.
A revista Entertainment Weekly afirmou que "é literalmente apenas uma Kylie super gostosa dançando e se contorcendo no chão, vestindo uma variedade infinita de roupas fabulosas e sendo geralmente bonita. Para simplificar, é um vídeo que apenas faz você sorrir". Uma matéria de Ernest Macias da mesma revista classificou o vídeo como um dos "imperdíveis" da carreira da cantora, dizendo: "O que torna este videoclipe lendário é a simplicidade e ferocidade que Minogue oferece por 3 minutos e 40 segundos". O website AaronAndAndy.com disse que Kylie parece "feroz pra caramba com um dos [vídeos] mais badalados da história!". O vídeo foi comparado com os clipes de "In Your Eyes" (2002) e "Slow" (2003), e disse que "Stylie Kylie está de volta!". Becky Bain, do Idolator, fez uma crítica positiva, dizendo que o vídeo "é como um ato futurista de eletro-cabaré, e a lenda pop australiana parece absolutamente perfeita se espalhando por uma pista de dança interativa". Posteiormente o videoclipe foi incluído na coletânea de vídeos de Minogue, The Best of Kylie Minogue (2012).

## Apresentações ao vivo

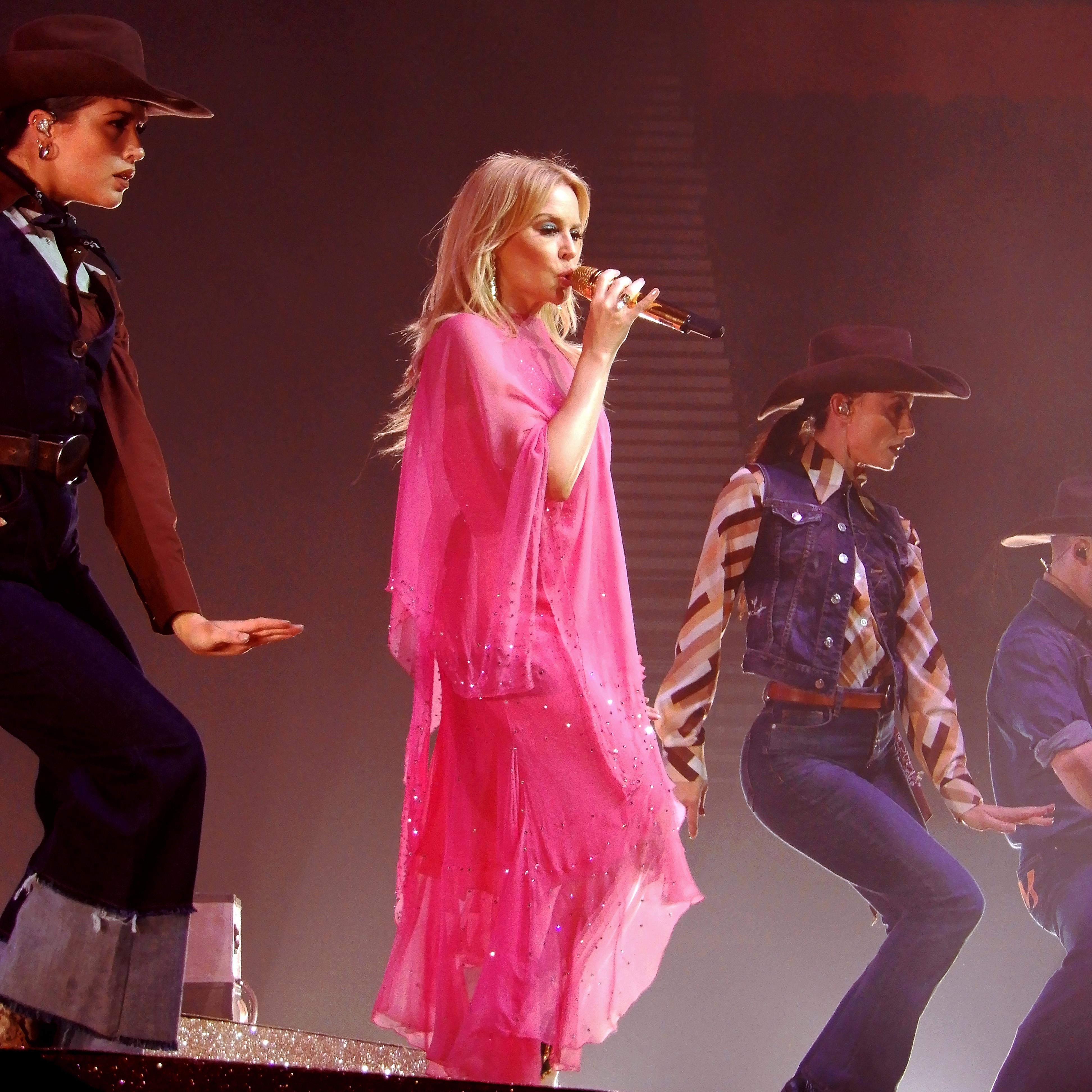
Minogue cantando "Get Outta My Way" na Golden Tour (2018-19)

Para promover o single, Minogue embarcou em uma turnê promocional extensiva ao redor do mundo. A primeira apresentação ao vivo de "Get Outta My Way" foi em 5 de junho de 2010 na discoteca Splash em Nova Iorque, onde Minogue apesentou a canção junto com um megamix de Aphrodite. Em seu concerto na Parada LGBT de Madrid em 6 de julho, a artista cantou a faixa juntamente com "All the Lovers" e "Better than Today". Ela também cantou a obra no programa britânico Alan Carr: Chatty Man no dia 18 de julho de 2010, e no programa australiano Hey Hey It's Saturday no dia 21 de julho. A música também foi apresentada em um show privado no pub Ring O' Bells em Somerset em 20 de agosto, e no America's Got Talent cinco dias depois.
Minogue apareceu para cantar "Get Outta My Way" na televisão alemã no Oliver Pocher Show em 17 de setembro e logo após interpretou a música no Schlag den Raab no dia seguinte. Mais tarde, ela tocou-a no Paul O'Grady Live em 24 de setembro, e no segmento Live Lounge da BBC Radio 1 em 29 de setembro. Ela voltou aos Estados Unidos em outubro para apresentar-se no Dancing with the Stars, e no The Tonight Show with Jay Leno. Ela também apresentou a faixa no Macy's Thanksgiving Day Parade em Nova Iorque em 25 de novembro, e em 10 de dezembro nos Premios 40 Principales.
Minogue incluiu "Get Outta My Way" na Aphrodite: Les Folies Tour que cobriu a maior parte de 2011. A performance apresentou a artista cantando a faixa enquanto era acompanhada por um grupo de dançarinos girando cadeiras no ar. Beverley Lyons do jornal Daily Record disse que clássicos como a canção "caíram como uma tempestade", enquanto Elisa Bray do The Independent disse que Minogue transformou "músicas marcantes como 'Get Outta My Way' em números atraentes". Com a conclusão da turnê, Minogue cantou uma série de singles no The X Factor ucraniano em outubro de 2011, incluindo "Get Outta My Way".
A canção também foi incluída no repertório da Kiss Me Once Tour, que ocorreu entre 2014 e 2015. Joel Meares do The Sydney Morning Herald disse que a performance "moveu até os quadris mais imóveis do lugar", enquanto Simon Collins do The West Australian comentou que a apresentação fez o local pulsar. A canção também esteve presente na turnê de verão Summer 2015. "Get Outta My Way" foi apresentada no primeiro bloco da Golden Tour entre 2018 e 2019. Com Minogue usando rosa, os dançarinos deram uma "sensação country" à canção, segundo Adrian Caffery do Birmingham Mail. Gemma Toulson do Nottingham Post descreveu a performance como "enérgica", enquanto Nick Bond do website News.com.au comentou que "as favoritas dos fãs Get Outta My Way, In Your Eyes e uma imponente Better the Devil You Know, todas têm o público de pé e dançando nos primeiros 20 minutos do show". A faixa também foi incluída no repertório da turnê Summer 2019.

## Faixas e formatos
| CD single |                                                         |         |  |
| N.º       | Título                                                  | Duração |  |
| 1.        | "Get Outta My Way"                                      | 3:38    |  |
| 2.        | "Get Outta My Way (Bimbo Jones Club Remix Radio Edit)"  | 3:36    |  |
| 3.        | "Get Outta My Way (Sidney Samson Remix)"                | 5:36    |  |
| 4.        | "Get Outta My Way (7th Heaven Radio Edit)"              | 3:37    |  |
| 5.        | "Get Outta My Way (Paul Harris Dub Remix)"              | 7:20    |  |
| 6.        | "Get Outta My Way (Daddy's Groove Magic Island Rework)" | 8:02    |  |
| 7.        | "Get Outta My Way (SDP Extended Mix)"                   | 5:40    |  |

## Créditos
Créditos adaptados do encarte de Aphrodite.
- Kylie Minogue – vocais principais
- Mich Hansen – compositor, produtor
- Lucas Secon – compositor, co-produtor, teclados, co-mixagem
- Damon Sharpe – compositor, co-produtor, gravação
- Peter Wallevik – compositor, produtor
- Daniel Davidsen – compositor, produtor
- Stuart Price – co-produtor, mixagem
- Pete Hofmann – gravação, edição, mixagem
- Mads Nilsson – mixagem
- Maime Hladiy – baixo
- Alexandra Segal – vocais de apoio

## Desempenho nas tabelas musicais
No Reino Unido, "Get Outta My Way" estreou na posição de número 86 na tabela UK Singles Chart em 12 de setembro de 2010, Três semanas depois, alcançou seu pico de número 12, permanecendo por oito semanas na parada. Essa se tornou a pior posição alcançada por um single de Minogue com lançamento físico na tabela desde "Breathe" (1998). Na parada UK Singles Downloads Chart, que compila as vendas de downloads digitais, a faixa também estreou no octogésimo sexto lugar, e após três semanas passadas, alcançou sua maior posição de número 26. Em maio de 2018, foi revelado que a canção era o vigésimo oitavo single de Minogue mais vendido na região. Em outras partes da Europa, "Get Outta My Way" alcançou posições como o quadragésimo primeiro lugar nas tabelas da Alemanha e Irlanda. Além disso, a canção atingiu o top vinte em países como Dinamarca, Eslováquia e Espanha, Na tabela que contabilizava todos os países da Europa, "Get Outta My Way" atingiu o vigésimo quinto lugar.
Na Austrália, país de origem de Minogue, a canção alcançou o número 69 na tabela nacional. Em território brasileiro, "Get Outta My Way" atingiu o número 16 na parada de airplay, enquanto liderou a parada pop. Nos Estados Unidos, apesar de não ter pontuado o suficiente para debutar na tabela oficial Billboard Hot 100, alcançou o topo da parada da Billboard Hot Dance Club Play, o décimo segundo lugar na Dance/Electronic Digital Songs e o décimo sétimo lugar na Dance/Mix Show Airplay. No Japão, "Get Outta My Way" atingiu a posição de número 57 da parada Japan Hot 100, enquanto no México alcançou o décimo lugar na parada de airplay de músicas em língua inglesa.

### Tabelas semanais
| Tabela musical (2010)                           | Melhor posição |
| ----------------------------------------------- | -------------- |
| Alemanha (Offizielle Top 100)                   | 41             |
| Austrália (ARIA Charts)                         | 69             |
| Áustria (Ö3 Austria Top 40)                     | 61             |
| Bélgica (Ultratop 50 de Flandres)               | 5              |
| Bélgica (Ultratop 40 de Valônia)                | 6              |
| Brasil (Billboard Brasil Hot 100 Airplay)       | 16             |
| Brasil (Billboard Hot Pop Songs)                | 1              |
| Canadá (Canadian Digital Songs)                 | 67             |
| Dinamarca (Hitlisten Airplay)                   | 12             |
| Escócia (Official Charts Company)               | 11             |
| Eslováquia (IFPI)                               | 18             |
| Estados Unidos (Dance Club Songs)               | 1              |
| Estados Unidos (Dance/Electronic Digital Songs) | 12             |
| Estados Unidos (Dance/Mix Show Airplay)         | 17             |
| Espanha (PROMUSICAE)                            | 11             |
| Europa (Hot 100 Singles)                        | 25             |
| França (SNEP)                                   | 29             |
| Irlanda (IRMA)                                  | 41             |
| Japão (Japan Hot 100)                           | 57             |
| México Ingles Airplay (Billboard)               | 10             |
| Reino Unido (UK Singles Chart)                  | 12             |
| Reino Unido (UK Download Chart)                 | 26             |
| República Tcheca (Rádio Top 100)                | 50             |
| Suíça (Schweizer Hitparade)                     | 61             |

| Tabela musical (2010)             | Posição |
| --------------------------------- | ------- |
| Estados Unidos (Dance Club Songs) | 28      |